# Mustapha El Biyaz
Mustapha El Biyaz (Berkane, 12 dicembre 1960) è un ex calciatore marocchino, di ruolo difensore.

## Carriera

### Nazionale
Con la Nazionale marocchina ha preso parte ai Mondiali 1986 disputando 3 partite.